# Андрехново
Андрехново — упразднённая деревня в Демянском районе Новгородской области России. На момент упразднения входила в состав Ильиногорского сельского поселения.

## География
Урочище находится в южной части Новгородской области, в зоне хвойно-широколиственных лесов, вблизи истока реки Чёрной, на расстоянии примерно 25 километров (по прямой) к юго-востоку от Демянска, административного центра района. Абсолютная высота — 250 метров над уровнем моря.

### Климат
Климат района характеризуется как умеренно континентальный, с относительно коротким нежарким летом и продолжительной сравнительно мягкой зимой. Среднегодовая температура воздуха — 4,5 °C. Средняя многолетняя температура самого холодного месяца (января) составляет −9°С (абсолютный минимум — −50 °C), средняя температура самого тёплого (июля) — 17 °С (абсолютный максимум — 36 °С). Безморозный период длится 120—130 дней. Среднегодовое количество осадков составляет 600—700 мм, из которых большая часть выпадает в тёплый период. Устойчивый снежный покров сохраняется в течение 130—140 дней.

## История
До апреля 2010 года входила в состав Вотолинского сельского поселения. Исключена из учётных данных в декабре 2012 года, как фактически прекратившая своё существование.